# كهف سيبودو
كهف سيبودو هو مأوى صخري في جرف من الحجر الرملي في شمال كوازولو ناتال، جنوب أفريقيا. إنه موقع مهم من العصر الحجري المتوسط الوسيط مشغول، مع بعض الفجوات، من 77.000 سنة مضت إلى 38.000 سنة مضت.

## وصلات خارجية
- Little arrow that rewrites history books
- Sibudu Cave (South Africa) نسخة محفوظة 25 سبتمبر 2009 على موقع واي باك مشين.